# Harold Arlen
Harold Arlen (rođen Hajmen Arlak; 15. februar 1905 – 23. april 1986) bio je američki kompozitor popularne muzike, koji je komponovao preko 500 pesama, znatan broj kojih je postao poznat širom sveta. Pored komponovanja pesama za film iz 1939. godine The Wizard of Oz (po stihovima Jipa Harburga), uključujući „Over the Rainbow”, Arlen je veoma cenjen saradnik Velike američke pesmarice. Over the Rainbow je bila pesma broj jedan 20. veka po izboru Američkog udruženja zvučne industrije (engl. Association of America - RIAA) i Nacionalne fondacije za umetnost (engl. National Endowment for the Arts - NEA).

## Hronologija
- 1905 Arlen rođen u Bufalu, Njujork
- 1920 (uzrast 15) On je formirao svoj prvi profesionalni bend, Hajman Arlakov Snapi Trio.
- 1921 (16) Protiv želja roditelja napustio je dom.
- 1923 (18) Sa svojim novim bendom – , daje predstave na jezerskom brodu „Kanadijana” kod Kristal Biča tokom leta 1923.
- 1924 (19) Svirao je u jezerskoj obalskoj vili tokom leta 1924.
- 1924 (19) Napisao je svoju prvu pesmu, sarađujući sa prijateljom Hajmanom Hajfecom pri pisanju „My Gal, My Pal”. Autorska prava su registrovana pod nazivom „My Gal, Won't You Please Come Back to Me?” i navedena je Hajfecova lirika i Haroldova muzika.
- 1925 (20) Dolazi u Njujork Siti sa grupom, The Buffalodians, u kojoj je Arlen svirao klavir.
- 1926 (21) Objavljuje prvu pesmu, sarađujući sa Dikom Džordžom na komponovanju „Minor Gaff (Blues Fantasy)” pod imenom Harold Arlak.
- 1928 (23) Menja svoje ime u Harold Arlen.
- 1929 (24) Dobio je ulogu sa pevanjem i glumom kao Koki Džo u mjuziklu .
- 1929 (24) Komponovao je svoju prvu dobro poznatu pesmu – „” – pod imenom Harold Arlen.
- 1929 (24) Potpisao je jednogodišnji kontrakt za pisanje pesama sa Džordž i Artur Pjantadosijevom firmom.
- 1930–1934 (25–29) Pisao je muziku za Koton klub.
- 1933 (28) Na zabavi, zajedno sa partnerom Tedom Kolerom, napisao je vodeću hit pesmu „Stormy Weather”
- 1934 (29) Napisao je „Ill Wind (You're Blowin' Me No Good)” sa lirikom Tede Kolera za njihov zadnji šou u paradi Koton kluba 1934. godine, koji je pevala Alelejd Hol[5]
- 1935 (30) Otišao je u Kaliforniju nakon što je potpisao ugovor sa Samjuelom Goldvinom da napiše pesme za film Strike Me Pink.
- 1937 (32) Komponovao je muziku za Brodvejski mjuzikal Hooray for What!. Oženio je dvadestdvogodišnju Anju Tranda, proslavljeni model Pauers agencije i bivšu igračicu Erla Karola i Bazbi Berkelija, glumicu, i jednu od originalnih „Breck Girls”.
- 1938 (33) Zaposlio ga je Metro-Goldvin-Mejer da komponuje pesme za The Wizard of Oz.
- 1938 (33) Dok je vozio duž Sanset bulevara u Holivudu i zaustavio se ispred Švabove apoteke, smislio je pesmu „”.
- 1941 (36) Napisao je „”
- 1942 (37) Zajedno sa Džonijem Merserom, on je napisao svoje najpoznatije pesme, „That Old Black Magic”.
- 1943 (38) Napisao je „”
- 1944 (39) Dok se vozio sa partnerom tekstopiscom Džonijem Merserom smislio je pesmu „”.
- 1945 (40) Za jedno popodne rada sa Džonijem Merserom u oktobru osmislio je pesmu „”.
- 1949 (44) Sarađujući sa Ralfom Blejnom napisao je muziku za My Blue Heaven.
- 1950 (45) Radio je sa starim poznanikom Džonijem Merserom na filmu The Petty Girl, iz čega je proizašla pesma „Fancy Free”.
- 1951 (46) Njegova supruga Anja institucionalizovana je u sanitarij na 7 godina.
- 1952 (47) Sarađivao je sa Doroti Fildsom na filmu The Farmer Takes a Wife.
- 1953 (48) Haroldov otac, Kantor Samjuel Arlak, je umro.
- 1954 (49) Mjuzikal A Star is Born sa Džudi Garland u glavnoj ulozi pevajući sad klasičnu pesmu „The Man That Got Away”, koja je proizašla iz saradnje Harolda Arlena i Ajre Geršvina.
- 1954 (49) Postaje ozbiljno bolestan od krvarenja čira i hospitaliziran je, ali se oporavio i radio je sa Trumanom Kapoteom na mjuziklu .
- 1958 (53) Njegova majka Celija Arlak umire i Harold se ne bavi muzikom više od godinu dana, oplakujući njezin gubitak.
- 1962 (56) Napisao je muziku za animirani mjuzikal Gay Purr-ee, po lirici E.J. Harburga.
- 1970 (65) Arlenova supruga Anja Taranda umire od tumora mozga. Arlen gubi interes za životom, povlačeći se od prijatelja i porodice, i vodi samotnjačku egzistenciju.
- 1974 (69) Tema pesme za ABC sitkom Paper Moon je bazirana na pesmi istog naziva, koju su napisali Arlen i E.J. „Jip” Harburg 1932. Serija je bila bazirana na Piter Bogdanovičevom istoimenom filmu iz 1973. godine, koji je koristio istu pesmu.
- 1979 (74) On je uveden u Dvoranu slavnih američkog teatra.[6]
- 1985 (80) Usvaja Samjuela („Samija”), sina svog mlađeg brata Džerija i Rite Arlak kao svog sina i primarnog naslednika.[1]
- 1986 (81) Harold Arlen umire u Njujork Sitiju i sahranjen je pored svoje supruge na Fernklif groblju u Hartsdejlu, Njujork.

## Radovi za Brodvej
- (1930) – revija – pomoćni kompozitor
- (1931) – musical – kompozitor
- (1932) – revija – kokompozitor i koliričar sa Tedom Kolerom
- (1932) – revija – jedan od kompozitora
- (1933) – revija – kokompozitor
- (1934) – revija – kompozitor
- (1936) – revija – jedan od kompozitora
- (1937) – mjuzikal – kompozitor
- (1944) – mjuzikal – kompozitor
- (1946) – mjuzikal – kompozitor
- (1954) – mjuzikal – kompozitor i koliričar
- (1951) – filmski mjuzikal – glavni kompozitor
- (1957) – mjuzikal – kompozitor – Toni nominacija za najbolji mjuzikal
- (1959) – mjuzikal – kompozitor

## Glavne pesme
- „” – lirika Harolda Arlen i Trumana Kapotea
- „” – lirika Džonija Mersera
- „” – lirika Džonija Mersera
- „” – lirika Teda Kohlera
- „” – lirika Teda Kohlera
- „” – lirika Džonija Mersera
- „” – lirika Džonija Mersera
- „” – lirika E. J. Harburga
- „” – lirika E. J. Harburga
- „” – lirika Lea Robina
- „” – lirika Teda Kohlera
- „” – lirika E. J. Harburga
- „” – lirika Džonija Mersera
- „” – lirika Lea Robina
- „” – lirika E. J. Harburga
- „” – lirika E. J. Harburga
- „” – lirika Džonija Mersera
- „” – lirika Teda Kohlera
- „” – lirika Ted Kohlera
- „” – lirika Teda Kohlera
- „” – lirika Harolda Arlena i Trumana Kapotea
- „” – lirika Lea Robina
- „” – lirika Teda Kohlera
- „” – lirika E. J. Harburga, Bili Rouza
- „” – lirika Džonija Mersera
- „” – lirika E. J. Harburga
- „” – lirika Teda Kohlera
- „” – lirika Ajre Geršvina i E. J. Harburga
- „” – lirika Teda Kohlera
- „” – lirika E. J. Harburga
- „” – lirika Džonija Mersera
- „” – lirika Džonija Mersera
- „” – lirika Džonija Mersera
- „” – lirika Džonija Mersera
- „” – lirika E. J. Harburga
- „” – lirika E. J. Harburga
- „” – lirika Teda Kohlera
- „” – lirika Dori Langdona
- „” – lirika Teda Kohlera
- „” – lirika Džonija Mersera
- „” – lirika Ajre Geršvina
- „” – lirika Džonija Mersera
- „” – lirika Lea Robina
- „” – lirika Teda Kohlera

## Bibliografija
- Jablonski, Edward (1961). Harold Arlen: Happy With the Blues. Doubleday. ASIN B0007DP988.
- Jablonski, Edward (1996). Harold Arlen: Rhythm, Rainbows, and Blues. University Press of New England. ISBN 978-1555532635.
- Rimler, Walter (2015). The Man That Got Away: The Life and Songs of Harold Arlen. University of Illinois Press. ISBN 978-0252039461.

## Spoljašnje veze
- Званични веб-сајт
- Harold Arlen на веб-сајту  (језик: енглески)
- Harold Arlen на веб-сајту Internet Off-Broadway Database (језик: енглески)
- Harold Arlen на сајту Find a Grave (језик: енглески)